# 海神之樹
『海神之樹』（ワダツミの木）為日本女歌手元千歲於2002年2月6日發行的第一張單曲。

## 說明
鹿兒島縣奄美大島出身歌手元千歲的出道單曲。
在沒有商業搭配的情況下，公信榜初登場即進入前20名〈第19名〉，四週後進入前十名並持續熱銷，最終在發售後約兩個月的4月22日登上公信榜週間冠軍。
以新人歌手而言相當令人驚異的銷售量，同時也是2002年出道歌手中銷售量最大的。獲得公信榜2002年全年單曲排行榜第三名，TBS電視台音樂節目「COUNT DOWN TV」的全年排行榜則是獲得第一名。

## 收錄曲目
1. ワダツミの木〈海神之樹〉
作詞・作曲・編曲：上田現
「 ワダツミ」為日本神話中出現的海神，漢字寫為「綿津見」。
創作者的上田現，在自己發行的專輯「十秒後の世界」同樣演唱了此曲，2008年他逝世，同年發行的對他的致敬專輯「Sirius〜Tribute to UEDA GEN〜」之中，收錄了由日本樂團「LÄ-PPISCH」翻唱的版本。
韓國團體「Cherry Filter」於2007年同樣翻唱了此曲。
2. 幻の月
作詞・作曲：オカモトサダヨシ／編曲：COIL
3. 夜に詠めるうた
作詞・作曲：K.Y.O.K.O／編曲：間宮工

## 其他
奄美大島中南部山區一種茶茱萸科的植物(日文稱為臭水木，學名：Nothapodytes foetida)，經京都大學研究，此種臭水木為特有種，由於同島出身的元千歲此曲的熱銷，此種植物被被命名為「ワダツミの木」

## 備註
1. ↑  因此2002年公信榜單曲全年榜前三名皆為個人女歌手──第一名：濱崎步「H 」、第二名：宇多田光「traveling 」、第三名：元千歲「海神之樹」，實屬罕見，上次如此情形已是1982年的事情。
2. ↑  2004年9月5日，南海日日新聞 （页面存档备份，存于）：『新種の奄美大島産クサミズキに「ワダツミノキ」と命名』。